# Heinrich Moser
Heinrich August Johann Moser (1886-1947) foi um artista alemão que ficou conhecido pelos famosos vitrais no nordeste brasileiro.
Moser ficou conhecido por seus trabalhos em vitrais, mas dominava também a pintura, a escultura, assim como a arquitetura.Sua atuação como artista gráfico  é pouco conhecida, porém bastante significativa.

### Biografia
Nascido em Munique em 1886 e capacitado em duas escolas de artes, chega ao Recife em 1910.

### Obra
Moser ficou conhecido pelos diversos vitrais sacros e profanos, pinturas em tetos de igreja, em telas, em azulejos, além de sua atuação como escultor e arquiteto. No Recife criou renomados vitrais como um grandioso vitral triplo, no Tribunal de Justiça, no Clube Internacional do Recife, na Matriz das Graças, na Matriz da Boa Vista, além de diversos vitrais profanos em residências, como era costume na época. Na arte sacra não se restringiu aos vitrais, decorando tetos de igrejas com pinturas, esculpiu santos, alteres-mor entre outros. Passou seu conhecimento à artistas como Lula Cardoso Ayres, Aurora de Lima e Nenah Boxwell 
Sua atuação como artista gráfico é pouco conhecida, porém bastante significativa criando imagens ilustradas para periódicos, livros, catálogos entre outros. .
Junto com outros artistas pernambucanos, H. Moser fundou a Escola de Belas Artes do Recife (EBA), posteriormente é unificada à Universidade Federal de Pernambuco (UFPE).

### Morte
Faleceu no Recife em 1947 deixando uma contribuição relevante para a arte e cultura pernambucana.